# Карагана скіфська
Карага́на скі́фська (Caragana scythica) — багаторічна рослина родини бобових. Ендемік Причорномор'я та Приазов'я, занесений до Червоної книги України та Європейського Червоного списку. Декоративна рослина.

## Опис
Листопадний кущ заввишки до 40 см, хамефіт. Кореневище довге, дерев'янисте. Пагони тонкі, розгалужені, густо улиснені, вкриті слабкими короткими колючками. Кора на старих гілках коричнева, на молодих має сірий відтінок. Листки несправжньопальчасті, складаються з чотирьох тісно зближенних, дрібних (2-10 мм завдовжки та 1-3 мм завширшки), клиноподібних або оберненоланцетних, розсіяно-волоситсих листочків з маленькою колючкою на верхівці.
Квітки п'ятичленні, поодинокі, пазушні, великі (віночок до 26 мм завдовжки), жовтого кольору. Чашечка зрослолисна, гола, коричнево-червона, 8-9 мм завдовжки, біля основи має мішкоподібний виріст. Віночок метеликового типу, жовтий, до 2,5 см завдовжки, його вітрило наприкінці цвітіння червоніє.
Плід — сидячий, лінійний, голий, коричневий біб, завдовжки до 23 мм, завширшки 2-2,5 мм.

## Екологія та поширення
Рослина світлолюбна, посухостійка, віддає перевагу чорноземам, скелетним і каштановим ґрунтам, що містять кальцій і відносно велику кількість солей. Зростає на еродованих схилах, відшаруваннях кам'янистих порід, особливо вапняків, у різнотравно-злакових та дерниннозлакових степах.
Розмножується насінням та кореневищними пагонами, причому останній спосіб переважає. Зазвичай зарості карагани скіфської дуже щільні, оскільки формуються шляхом поширення повзучих кореневищ. Цвітіння відбувається у квітні-травні, запилюється комахами. Плодоносить у червні-серпні.
Ареал виду охоплює досить широкою смугою північні узбережжя Чорного й Азовського морів, а також прилеглі до них південні райони Східної Європи. Більшість популяцій зосереджена в Україні на теренах Одеської, Миколаївської, Херсонської, Запорізької, Донецької, Луганської областей, у передгір'ях та степах Північного Криму. Крім того, карагана скіфська знайдена у Молдові та пониззях Дону (Росія).

## Значення і статус виду
Загальна чисельність популяцій незначна і постійно скорочується внаслідок дії природних та антропогенних чинників. До перших відносяться вузька еколого-ценотична амплітуда, низька конкурентоспроможність виду, яка особливо добре помітна на абсолютно заповідних ділянках, що поступово заростають чагарниками. До антропогенних чинників слід віднести степові пожежі, надмірне випасання, оранку, забудову степових ділянок та видобуток копалин.
Карагана скіфська охороняється в заповідниках «Єланецький степ», «Асканія-Нова», Українському степовому (філії «Хомутовський степ» і «Кам'яні могили»), Азово-Сиваському національному природному парку, регіональних ландшафтних парках «Половецький степ» і «Меотида»; вирощується в Донецькому ботанічному саду. За межами України вид має охоронний статус лише в Росії, де занесений до Червоної книги Ростовської області.
В культурі цей чагарник стійкий і створює густий покрив з квітучих пагонів, отже може розглядатися як декоративний. В природі значна щільність популяцій сприяє затримці часточок ґрунту навколо коріння, запобігає його розмиванню та розвіюванню, тому карагана скіфська має значення і як протиерозійний вид. В минулому, коли ця рослина не була такою рідкісною, її кущики використовували для заготівлі віників.

## Синоніми
- Caragana grandiflora var. scythica Kom. [1]